# Маунт Шаста (Калифорнија)
Маунт Шаста (енгл. Mount Shasta) град је у америчкој савезној држави Калифорнија. По попису становништва из 2010. у њему је живело 3.394 становника.

## Демографија
Према попису становништва из 2010. у граду је живело 3.394 становника, што је 227 (6,3%) становника мање него 2000. године.
| Група             | 2000.         | 2010.         |
| Белци             | 3.209 (88,6%) | 2.855 (84,1%) |
| Афроамериканци    | 55 (1,5%)     | 61 (1,8%)     |
| Азијати           | 59 (1,6%)     | 56 (1,6%)     |
| Хиспаноамериканци | 211 (5,8%)    | 277 (8,2%)    |
| Укупно            | 3.621         | 3.394         |